# カラ・アフメト・パシャ
カラ・アフメト・パシャ (トルコ語: Kara Ahmed Paşa　生年不詳 - 1555年9月29日) は、アルバニア出身のオスマン帝国の大宰相（1553年 - 1555年）。
1552年にスレイマン1世の命を受け、オスマン軍を率いてハンガリーに遠征しティミショアラ、ヴェスプレーム、ソルノク、リポヴァを攻略したが、エゲル包囲戦でイシュトヴァーン・ドボーに敗れた。 
1553年10月にスレイマン1世が長男のムスタファを処刑すると、大宰相リュステム・パシャの責任を問う声とともに不穏な空気がオスマン軍に広がった。同月のうちにスレイマン1世はリュステム・パシャを解任し、カラ・アフメト・パシャを大宰相とした。しかし僅か2年後の1555年9月、カラ・アフメト・パシャはスレイマン1世の命で処刑された。
これは皇后ロクセラーナが、自分とスレイマン1世の婿であるリュステム・パシャを再任させるための陰謀によるものとされる。実際にカラ・アフメト・パシャの処刑後、リュステム・パシャが大宰相に返り咲いた。
妻はスレイマン1世の妹ファトマ・スルタンで、2人の娘が生まれた。

## 登場する作品
- オスマン帝国外伝〜愛と欲望のハレム〜（2011年、演：Yetkin Dikinciler）